# Nordstadt (Herford)
Die Herforder Nordstadt ist ein kleines Stadtviertel im Norden der Neustädter Feldmark östlich der Mindener Straße. Die Bezeichnung Nordstadt hat sich erst seit den 1970er Jahren allmählich durchgesetzt, nachdem der Bereich bebaut und erschlossen wurde.

## Lage
Die Nordstadt liegt am nördlichen Rand der Neustädter Feldmark kurz vor der Grenze zum Stadtteil Schwarzenmoor in Höhe des Herforder Hauptfriedhofs Ewiger Frieden. Die nordöstliche Grenze bildet die Mindener Straße, die südöstliche Grenze der Butterbach mit dem Buttersee. Im Norden wird die Nordstadt durch die Bebauung an der Wittenberger Straße begrenzt, im Süden wird noch die Straße „Mühlentrift“ dazugezählt.
Die größte Straße ist die Magdeburger Straße, die am nördlichen und südlichen Ende in die Mindener Straße mündet. Dazwischen verläuft sie parallel zur Mindener Straße. Zentrum ist der Magdeburger Platz, der jedoch diesen Namen nicht offiziell trägt. Die übrigen Straßen wurden nach den Städten Quedlinburg, Halberstadt, Wittenberg und Marienburg benannt.

## Bevölkerungsstruktur
Anfang 2011 lebten etwa 6000 Menschen aus rund 20 Nationen in der Nordstadt.
Mit mehr als 180 Bewohnern pro Hektar weist der Stadtteil eine sehr hohe Bevölkerungsdichte auf. Der Anteil der jugendlichen Bevölkerung sowie von Bewohnern mit Migrationshintergrund und Empfängern staatlicher Transferleistungen ist überdurchschnittlich hoch. Bedingt durch die wenig attraktiven städtebaulichen Strukturen, eine nur rudimentär vorhandene Infrastruktur und fehlende Angebote für Jugendliche und junge Erwachsene sowie eine Konzentration von sozial benachteiligten Bewohnern kommt es zur Abwanderung sozial besser gestellter Mietergruppen aus dem Quartier. Die Konzentration problematischer Mietergruppen nimmt somit ebenso wie die Leerstandsquote signifikant zu.

## Geschichte
Ursprünglich war der Bereich der heutigen Nordstadt nicht bebaut. Lediglich im Bereich der „Bombrede“ waren einige Zigeuner ansässig. Nach dem Zweiten Weltkrieg wurden in den dort errichteten Baracken im Bereich der Straße „Nagelskamp“ Flüchtlinge angesiedelt. Die Bombrede galt aber auch als „Armenviertel“ bzw. als Wohnbereich der sozial Schwachen. Die Bezeichnung Sozialer Brennpunkt gab es damals noch nicht.
Nachdem die Bewohner nach und nach umgesiedelt worden waren, wurden die Baracken abgebrochen und der Bereich „Bornbrede“ genannt, um den verrufenen Namen „Bombrede“ nicht mehr zu gebrauchen.
Die Nordstadt bildet die einzige je in Herford errichteten Großwohnsiedlung. Errichtet in den frühen 1970er Jahren, besteht die städtebauliche Struktur zum überwiegenden Teil aus vier- bis achtgeschossigen Mehrfamilienhäusern, umgeben von einem Ring mit einer Ein- und Zweifamilienhausbebauung. Die weit überwiegende Mehrheit der Gebäudebestände innerhalb der mehrgeschossigen Wohnsiedlung wurde mit öffentlichen Mitteln errichtet und unterliegt noch bis ins Jahr 2025 den Sozialbindungen des öffentlich geförderten Wohnungsbaus.
Seit 2006 werden im Rahmen des von der Landesregierung NRW geförderten Programms „Stadtumbau in Nordrhein-Westfalen“ Konzepte zur Verbesserung der sozio-ökonomischen Situation im Viertel erarbeitet.

## Einrichtungen
An der Quedlinburger Straße gibt es einen kommunalen Kindergarten, in der Magdeburger Straße, direkt am Magdeburger Platz, befindet sich neben dem vom Stadtjugendring unterhaltenen Jugendzentrum Punch der Bürgertreffpunkt Nordstern. Dieser Stadtteiltreff ist eine Einrichtung des Diakonischen Werkes Herford in Kooperation mit den Wohnbaugesellschaften, und der Stadt Herford. Im 1990 gebauten Versorgungszentrum an der Mühlentrift gibt es auf einer Nutzfläche von 1.500 Quadratmetern einen kleinen SB-Markt, eine Filiale der Sparkasse Herford, einen Friseursalon, eine Apotheke, eine Zahnarztpraxis und eine Fahrschule. Seit 2008 befinden sich außerdem am Magdeburger Platz die Räume des Behindertensportvereins und als weitere Einkaufsmöglichkeit ein Mix Markt.

## Ehemalige Mülldeponie
Bis zum Ende der 1920er Jahre gab es im Verlauf des Butterbachs im Bereich des Alten Postwegs zwei Teiche. Als sie zugeschüttet wurden, entstand eine Ackersenke, in der von 1967 bis 1971 auf rund 30.000 Quadratmetern der Herforder Hausmüll deponiert wurde. Als die Senke aufgefüllt war, wurde sie mit Boden ordnungsgemäß abgedichtet, abgedeckt und bepflanzt. Danach wurde der Herforder Müll zur im Jahre 1970 eröffneten Mülldeponie in Kirchlengern gebracht, die für den gesamten Kreis Herford angelegt worden war. Im Jahr 2002 wurde die Herforder Deponie saniert, da die Abdichtung nicht mehr funktionstüchtig war und nicht mehr dem Stand der Technik entsprach. So wurden auf einer Länge von 900 Metern Entwässerungsmulden gebaut, eine 800 Meter lange Sickerwasserdränage erstellt und 11.000 Quadratmeter Dichtungsbahnen eingebaut. Anschließend wurde die Deponie wieder verschlossen, so dass heute davon nichts mehr vorzufinden ist.